# Charles Kirk Clarke
 (avril 2023).
Si vous disposez d'ouvrages ou d'articles de référence ou si vous connaissez des sites web de qualité traitant du thème abordé ici, merci de compléter l'article en donnant les références utiles à sa vérifiabilité et en les liant à la section « Notes et références ».
Pour les articles homonymes, voir Charles Clarke.
Charles Kirk Clarke (16 février 1857 - 20 janvier 1924) était un psychiatre influent dans la politique canadienne. 

## Jeunesse
Clarke est né à Elora, Ontario, au Canada. Il est le fils d'un éminent parlementaire ontarien. 

## Carrière
Il a obtenu son diplôme de l'Université de Toronto en 1879 et a fondé le Comité National Canadien d'Hygiène Mentale (maintenant l'Association canadienne pour la santé mentale) en 1914 avec le Dr Clarence Hincks. 
En tant que doyen de la Faculté de médecine de l'Université de Toronto, il a supervisé la création du Département de psychiatrie et le développement de la faculté de médecine. 
Clarke a d'abord pratiqué la psychiatrie dans l'établissement situé au 999 Queen Street à Toronto, en Ontario. En 1880, il a ensuite pris un poste à l'asile de Hamilton, en Ontario. 
Le Dr Clarke était un étudiant et le beau-frère du Dr Joseph Workman, surintendant de l'asile de Toronto. Clarke a été l'un des premiers partisans de l'eugénisme, soulignant l'importance de lois restrictives qui limiteraient l'immigration et le mariage des «déficients mentaux». Pour eux, de telles lois semblaient nécessaires pour endiguer la croissance explosive des asiles mentaux des États et des provinces où les patients nés à l'étranger représentaient plus de 50% de la population hospitalière. En outre, la croissance des opinions héréditaires dans le domaine scientifique a soutenu les propositions eugéniques. Le désir des psychiatres d'une plus grande respectabilité dans la profession médicale a rendu la «science» eugénique attrayante. En 1905, Clarke avait abandonné le mouvement, et de nombreux autres psychiatres de premier plan emboîtèrent le pas à la fin de la Première Guerre mondiale, lorsqu'il était clair que les mesures eugéniques n'avaient pas les effets souhaités. 
Il rejoint son autre beau-frère, le Dr William Metcalfe, à l'hôpital Rockwood, l'hôpital psychiatrique de Kingston en 1881 et entreprend une série de réformes dans la prise en charge des aliénés. L'une d'elles consistait à libérer les patients du confinement. Le 13 août 1885, un patient paranoïaque les a tous deux attaqués et a tué le Dr Metcalfe. Le Dr Clarke a survécu et a succédé à son beau-frère en tant que directeur médical de l'établissement. Le Dr Clarke a continué à Kingston jusqu'en 1905, date à laquelle il a succédé au Dr Daniel Clark à titre de surintendant de l'asile de Toronto. En 1911, il a démissionné de ses fonctions gouvernementales et a été nommé surintendant du Toronto General Hospital . 

## Famille
Le Dr Clarke était marié à Margaret DeVeber (de 1880 jusqu'à sa mort en 1902  ) avec qui il eut quatre fils et deux filles. Trois de ses fils étaient des joueurs de hockey sur glace de niveau professionnel ou amateur au Canada et aux États-Unis. Charles Marshall Clarke (1881-1940) a joué avec les Kingston Frontenacs et l'équipe de l'Université Queen's à Kingston, en Ontario et avec le New York Athletic Club et les New York Wanderers dans l'AAHL, Harold Metcalfe Clarke (1885-1924) a joué avec le Kingston Frontenacs, l'Université de Toronto et le New York Athletic Club, et Herbert Secord Clarke (1887–1938) ont joué avec les Kingston Frontenacs, l'Université de Toronto et les Cobalt Silver Kings de la National Hockey Association . 
De 1904 jusqu'à sa mort en 1924, le Dr Clarke était marié à Theresa Gallagher. 

## Fin de vie
Clarke est tombé malade à l'automne 1923 et est décédé à Toronto au début de l'année suivante. Un titre dans le journal Toronto Sunday World du 23 mars 1924 disait "Le Canada a une dette incommensurable envers le Dr CK Clarke qui a aidé à lever l'ombre de la misère et du désespoir des asiles d'aliénés". Le Clarke Institute of Psychiatry de Toronto, Ontario, au Canada a été nommé ainsi en son honneur. 